# Mont Assirik
Le mont Assirik est le point culminant (311 mètres) du parc national du Niokolo-Koba au Sénégal.
C'est un refuge pour de nombreuses espèces en voie de disparition. Les derniers éléphants du Sénégal ont trouvé refuge dans ce sanctuaire ainsi que les élands de Derby (la plus grande antilope au monde). Une population de chimpanzés réside dans les forêts qui bordent le mont Assirik ; un poste de garde a été installé pour protéger et surveiller les animaux.